# Universidad Católica de Santiago de Guayaquil
La Universidad Católica de Santiago de Guayaquil (UCSG) es una universidad privada de la ciudad de Guayaquil en Ecuador, ubicada en la av. Carlos Julio Arosemena, frente a la plaza Guayarte. La universidad tiene 8 facultades que imparten 36 carreras. En la actualidad tiene aproximadamente 12.500 alumnos de grado y 2.500 alumnos en posgrado.

## Historia
La universidad fue fundada el 17 de mayo de 1962 por iniciativa de la junta presidida por el arzobispo de Guayaquil, César Mosquera Corral. Su estatuto fue aprobado en 1963 por el presidente Carlos Julio Arosemena Monroy mediante el Acuerdo Ejecutivo N° 936. Para el año 2022 registraba más de 49.000 alumnos graduados en sus aulas.

## Facultades
- Facultad de Artes y Humanidades
- Facultad de Arquitectura y Diseño
- Facultad de Ciencias de la Salud
- Facultad de Ciencias Económicas, Administrativas y Empresariales
- Facultad de Educación Técnica para el Desarrollo
- Facultad de Ingeniería
- Facultad de Jurisprudencia y Ciencias Sociales y Políticas
- Facultad de Psicología, Educación y Comunicación[4]